# 크리스 건터
크리스토퍼 로스 "크리스" 건터(영어: Christopher Ross "Chris" Gunter, 1989년 7월 21일 ~ )은 웨일스의 은퇴한 축구 선수로 과거 수비수로 활약했다. 유소년 시절에는 공격수로도 활약한 바 있으며 국제 A매치 109경기로 웨일스 대표팀에서 가레스 베일에 이어 두 번째로 많은 국제 A매치 경기를 소화했다.

## 선수 경력

### 클럽
1997년부터 2006년까지 카디프 시티 FC의 유소년팀에서 활동한 후 같은 해 카디프 시티의 성인팀에 입단하며 프로에 정식 입문했다. 그리고 2008년까지 28경기를 소화한 후 토트넘 핫스퍼 FC로 이적하였으나 5경기 출장에 그쳤고 2009년 노팅엄 포레스트 FC로 임대 이적하여 8경기를 소화하였다. 그리고 같은 해 노팅엄으로 완전 이적하여 2012년까지 133경기에서 2골을 뽑았고 2012년 레딩 FC로 이적하여 현재까지 273경기에서 2골을 기록하고 있으며 특히 2017년에는 올해의 웨일스 선수로 선정되는 영예를 안았다.

### 국가대표팀
2005년부터 2007년까지 웨일스의 연령대별 국가대표팀(U-17, U-19, U-21)에서 22경기를 소화했으며 이후 2007년 5월 26일 뉴질랜드와의 친선 경기에서 국제 A매치 데뷔전을 치렀다. 이후 2010년 FIFA 월드컵 유럽 지역 예선, UEFA 유로 2012 예선, 2014년 FIFA 월드컵 유럽 지역 예선, UEFA 유로 2016를 비롯한 여러 국제 A매치에서 96경기를 소화하면서 팀의 유로 2016 사상 첫 4강 진출과 2018년 차이나컵 준우승에 크게 기여했다.

## 같이 보기
- A매치 100경기 이상 출전한 축구 선수 명단